# Nostàlgia
La nostàlgia o enyor és el sentiment de pena i malenconia que sent una persona que ha perdut alguna cosa (sigui física o mental) o que està lluny dels seus vincles familiars, nacionals o afectius. Sovint la nostàlgia s'acompanya de la idealització d'allò que es voldria recuperar. Aquest sentiment sorgeix pel pas del temps, als viatges i migracions (l'anomenada Síndrome d'Ulisses) i pot estar acompanyat de símptomes físics com insomni, llàgrimes, record obsessius i malalties psicosomàtiques.

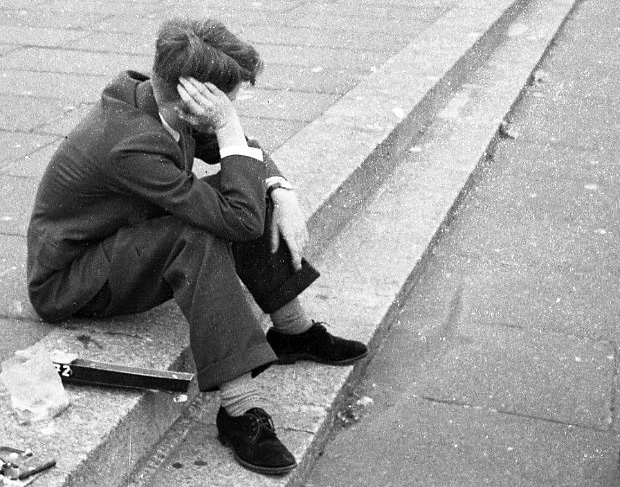
la nostàlgia, un estat anímic

La nostàlgia lligada a la pàtria té noms específics en algunes llengües, com la saudade portuguesa o la morriña gallega. És a l'origen de tòpics literaris com l'Ubi sunt? o tot l'art que envolta una edat d'or perduda i mítica.

## Origen de la paraula
La paraula nostàlgia va sorgir com a terme mèdic, el 1688 quan el suís Johannes Hofer (1669-1752) la va crear per a definir en la seva tesi doctoral una estranya malaltia que patien un estudiant i una noia empleada del servei domèstic, els quals estant a punt d'agonitzar van ser traslladats a la casa paterna i van sanar sense cap més tractament. Per això Hofer va fer servir dos termes grecs: νοστος (nostos, «retorn») i αλγος (algos, «dolor»).
Hofer creia que aquesta era la paraula que millor definia el sentiment dels esmentats pacients. Anteriorment altres metges havien parlat d'aquest sentiment fent servir altres termes però ell els va considerar poc encertats o insuficients, per exemple el das Heimweh emprat pels parlants de llengua alemanya a Suïssa, o la maladie du pays" emprat pels francòfons.
Anteriorment a Hofer, els metges creien que la nostàlgia era una malaltia comuna, classificada dins dels refredats greus i que es podia curar amb medicaments, el tractament generalment consistia a prendre opi, deixar-se xuclar la sang aplicant sangoneres o una estada als alps respirant l'aire pur de les muntanyes. Alguns símptomes que manifestaven aquests malalts eren: desmais, febre alta, indigestió, dolors a l'estómac i forta tristesa o poques ganes de viure. Es donaven força casos entre els soldats destinats a l'estranger. Els metges militars treballaven sobre la hipòtesi que la malaltia era deguda a un dany en les cèl·lules cerebrals causat pel soroll constant de les esquelles que duien penjades les vaques suïsses. De vegades no se'ls prenia seriosament doncs hi havia casos de soldats que fingien els símptomes perquè els retornessin a casa.

## Concepció moderna
Aproximadament, a partir de 1850, la nostàlgia va passar a ser considerada no com una malaltia en si, sinó com el símptoma o una fase d'un procés patològic. Actualment es considera com una forma de malenconia i una condició de determinades persones que, si no es tracta a temps, predisposa al suïcidi. No obstant la nostàlgia va continuar-se diagnosticant com a malaltia entre els soldats durant la guerra civil americana(1861 - 1865).
S'han trobat, però, efectes positius en el sentiment de nostàlgia, com ara la cohesió social ja que molts dels moments rememorats inclouen altres persones amb qui s'estrenyen els lligams emocionals amb el record.